# 274860 Emilylakdawalla
274860 Emilylakdawalla è un asteroide della fascia principale. Scoperto nel 2009, presenta un'orbita caratterizzata da un semiasse maggiore pari a 2,9787662 UA e da un'eccentricità di 0,0437304, inclinata di 10,20128° rispetto all'eclittica.
L'asteroide è dedicato alla geologa planetaria statunitense Emily Lakdawalla.